# Liste chronologique d'auteurs latins
Voici une liste d'auteurs latins arrangée dans un ordre plus ou moins chronologique.
Nous ignorons pour nombre d'entre eux, même parmi les plus célèbres, les dates précises de naissance et de mort, en particulier pour les périodes anciennes. 
Cette page regroupe 164 auteurs connus. Il y a 39 auteurs de la période archaïque, 41 de la période classique, 32 de la période post-classique, 52 de la période tardive, et trois œuvres anonymes tardives. 
En gras, les auteurs dont nous avons conservé des œuvres complètes.

## Période archaïque

### IVesiècleav. J.-C.
- Appius Claudius Caecus

### IIIesiècleav. J.-C.
Catégorie correspondante
- Attilius
- Livius Andronicus
- Naevius
- Plaute
- Quintus Fabius Pictor
- Lucius Cincius Alimentus
- Ennius
- Caton l'Ancien
- Sextus Aelius Paetus Catus
- Caecilius Statius
- Pacuvius
- Luscius Lanuvinus
- Quintus Trabea

### IIesiècleav. J.-C.
Catégorie correspondante
- Porcius Licinus
- Térence
- Caius Acilius
- Lucilius
- Lucius Accius
- Quintus Lutatius Catulus
- Furius Antias
- Caius Julius Caesar Strabo Vopiscus
- Lucius Pomponius
- Lucius Cassius Hemina
- Lucius Calpurnius Piso Frugi
- Manius Manilius
- Lucius Coelius Antipater
- Sempronius Asellio
- Caius Sempronius Tuditanus
- Lucius Afranius
- Titus Albucius
- Publius Rutilius Rufus
- Aelius Stilo
- Quintus Claudius Quadrigarius
- Valerius Antias
- Lucius Cornelius Sisenna
- Caius Papirius Carbo
- Volcatius Sedigitus
- Sextus Turpilius

## Période classique

### Iersiècleav. J.-C.
Catégorie correspondante
- Sempronius Asellio
- Varron
- Lucius Orbilius Pupillus
- Atticus
- Cicéron
- Marcus Furius Bibaculus
- Quintus Cornificius
- Valerius Aedituus
- Ateius Praetextatus
- Decimus Laberius
- Licinius Macer
- Lucius Aelius Tubero
- Jules César
- Lucius Lucceius
- Lucrèce
- Cornélius Népos
- Trebatius Testa
- Catulle
- Salluste
- Caius Licinius Macer Calvus
- Aulus Caecina
- Caius Cassius Parmensis
- Caius Asinius Pollio
- Virgile
- Caius Cornelius Gallus
- Caius Julius Hyginus
- Æmilius Macer
- Quintus Novius (en)
- Horace
- Tite-Live
- Tibulle
- Verrius Flaccus
- Sénèque l'Ancien
- Properce
- Ovide
- Albinovanus Pedo
- Velleius Paterculus
- Valère Maxime
- Vitruve
- Labéon
- Aulus Cornelius Celsus

## Période post-classique

### Iersièclede notre ère
Catégorie correspondante
- Alphius Avitus (en)
- Aulus Cremutius Cordus
- Publius Rutilius Lupus
- Apicius
- Pétrone
- Sénèque
- Césius Bassus
- Asconius
- Phèdre
- Pline l'Ancien
- Silius Italicus
- Quintilien
- Perse
- Lucain
- Stace
- Martial
- Columelle
- Quinte-Curce
- Tacite
- Pline le Jeune
- Juvénal
- Suétone
- Florus
- Calpurnius Siculus

### IIesiècle
Catégorie correspondante
- Apulée
- Aulu-Gelle
- Fronton
- Hosidius Geta
- Tertullien
- Lucius Ampelius
- Flavius Caper
- Paul

## Période tardive

### IIIesiècle
Catégorie correspondante
- Caïus
- Censorin
- saint Cyprien
- Arnobe
- Lactance

### IVesiècle
Catégorie correspondante
- Ablabius
- Aelius Festus Aphthonius
- Aelius Donatus Donat
- Atilius Fortunatianus
- Ausone
- Ammien Marcellin
- Consultus Fortunatianus
- Juvencus
- Saint Hilaire
- Chronographe de 354 (œuvre anonyme)
- saint Damase
- Ambrosiaster
- Saint Ambroise
- Saint Jérôme
- Prudence
- Alcimus Alethius (en)
- Saint Paulin de Nole
- Saint Augustin
- Marius Victorinus
- Eutrope
- Rufius Festus
- Sulpice Sévère
- Avienus
- Symmaque
- Aurelius Victor
- Junius Philargyrius
- Histoire Auguste (œuvre anonyme)
- Querolus (œuvre anonyme)

### Vesiècle
Catégorie correspondante
- Paul Orose (380-417)
- Macrobe
- Claudien
- Paulin de Pella
- Pompeius Grammaticus
- Flavius Merobaudes
- Dracontius (455-505)
- Rutilius Namatianus
- Cyprianus Gallus
- Aponius
- Arnobe le Jeune
- Martianus Capella
- Salvien de Marseille (400-470)
- Sidoine Apollinaire
- Commodien
- Dracontius
- Boèce
- Fulgence le Mythographe
- Arator
- Agroecius (vers 410-475)
- Florentinus
- Luxorius